# Montrose, Arkansas
Montrose är en ort i Ashley County i delstaten Arkansas, USA.